# Ángel Pedro Giler
Ángel Pedro Giler, también conocido como La Estancilla. Es una Parroquia ubicada en el cantón Tosagua, provincia de Manabí.
Perteneció al cantón Rocafuerte, el año 1944, cuando se aprobó la orden de parroquialización, la misma que en sesión por el Poder Ejecutivo el 10 de marzo de 1945 se ejecutó. Es así que el 10 de agosto del mismo año fue fundada como Parroquia Rural.
Una vez Tosagua independizado de Rocafuerte, como Cantón de la provincia de Manabí, Angel Pedro Giler pasó a pertenecer a esta competencia el 20 de enero del año 1984.

## Historia
Los primeros pobladores de Ángel Pedro Giler, fueron Felipe Ganchozo, Francisco Mendoza y Francisco Ormaza acompañados de sus familias. Después con la llegada de don Ángel Pedro Giler, Pedro Bienvenido Cedeño y Boanerges García Ponce este último fue primer Teniente Político.
El nombre “Ángel Pedro Giler”, adoptado oficialmente como competencia parroquial desde el 10 de marzo de 1945 y restituido mediante Ordenanza Municipal el 25 de octubre de 1996, fue aprobado por Acuerdo Nº 092 en ese entonces por el Ministerio de Gobierno, el 9 de diciembre de ese mismo año. 
Don Angel Pedro Giler es el nombre del notable tosagüense quien se radicó en la comunidad La Madera, fue promotor del avance material, social y cultural de la parroquia. Sus obras empiezan desde el trazado del plano de los habitantes, teniendo la construcción del templo parroquial y instituciones educativas, remodelación del cementerio, creación de un centro de formación para el agro, dejando equipado el mismo. 
Este distinguido pro hombre nacido en 1875, falleció el 19 de noviembre de 1946, dejando un legado de civismo, trabajo y cambios positivos, digno ejemplo para los Estancillenses.

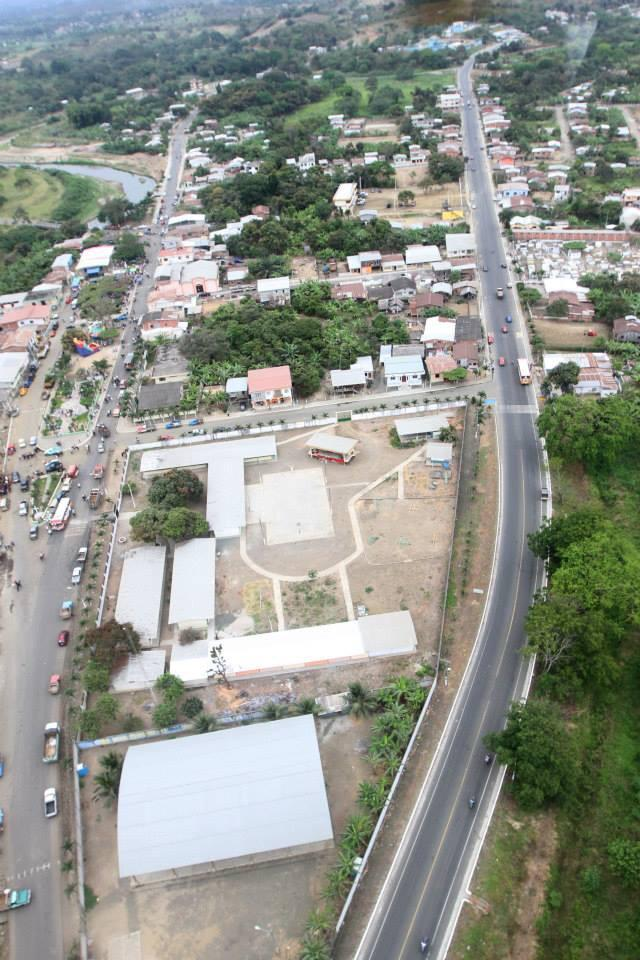
Vista Aérea de Angel Pedro Giler - Fiestas de Fundación 10 de agosto de 2013.

## Geografía
La Estancilla está ubicada al noroeste de la provincia de Manabí, a una altitud media de 15 metros sobre el nivel del mar, entre la latitud 0° 49′ 07.39″ S y longitud 80° 12′ 53.96″ W. La parroquia está asentada en las riveras del Río Carrizal, que forman parte de un valle extenso en la cuenca hidrográfica del río Chone, la de mayor extensión de la provincia con un area de influencia de 2.267 km². Está comprendida en dos partes diferenciadas, una irregular formada por elevaciones, con pendientes no mayores al 30%, y otra con llanuras, hacia el norte y noroeste, la mayor parte del territorio es zona de inundaciones sin aviso previo.

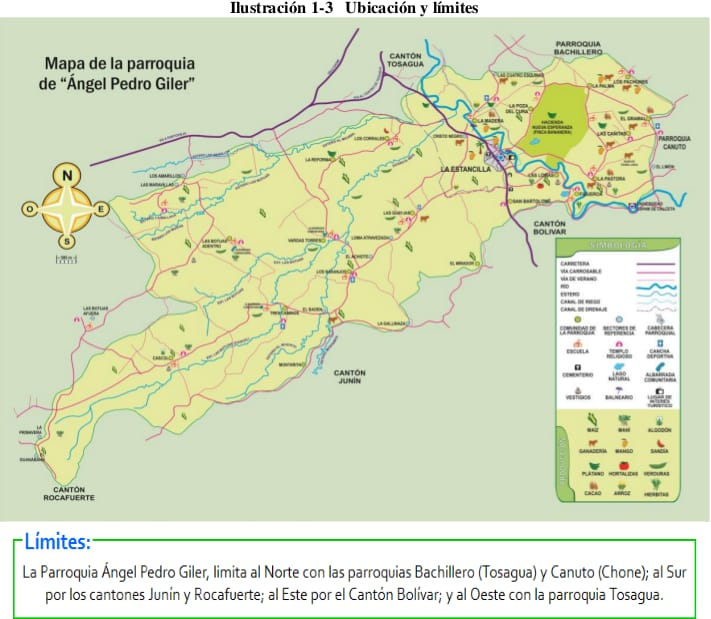
Division Política y Administrativa de Ángel Pedro Giler.

### Clima
|                           | Máxima           | Media            | Mínima          |
| ------------------------- | ---------------- | ---------------- | --------------- |
| Precipitaciones           | 261 mm (mensual) | 99 mm (mensual)  | 11 mm (mensual) |
| Temperatura               | 37 °C (anual)    | 26,1 °C.         | 15 °C. (anual)  |
| Humedad Relativa del Aire | 81%              | 77% (interanual) | 73%             |

### Comunidades
- Los Corrales
- Pay Pay
- La Madera
- La Poza
- La Pastora
- Figueroa
- Los Monos
- Las Guayjas
- La Maravilla
- El Achiote
- La Reforma - Vargas Torres
- Los Naranjos
- La Bellaca
- Las Botijas
- La Primavera
- Cascol
- Los Pachones
- Las Cañitas
- Tres Caminos
- La Palma - El Gramal.

### Administración política
La parroquia rural Ángel Pedro Giler está administrada mediante una Junta Parroquial o llamada Gobierno Autónomo descentralizado dirigido por el Sr. Ignacio Almeida y su respectivo grupo de Vocales, que se encargan de llevar a cabo las actividades que son de competencia: social, cultural, de planificación en infraestructura física, adecuación de espacios públicos, vialidad, protección del medio ambiente, organización de comunidades, ordenamiento territorial y acciones productivas en favor del desarrollo de la Parroquia.

## Turismo

### Balneario de Agua Dulce
El balneario de Ángel Pedro Giler se ha convertido en uno de los atractivos turísticos relevantes del centro norte de Manabí, acuden turistas a disfrutar de su ambiente paradisíaco. Los pobladores mediante la supervisión de las autoridades generan ingresos a través de su gastronomía, y hacer turismo en potencia. También existe un complejo turístico llamado "La estancia de Don Vicho", con atractivos como piscinas, restaurant, canchas de uso múltiple, (Futbol, Indor Sala y Tenis) así como servicio de hospedaje para el turismo.

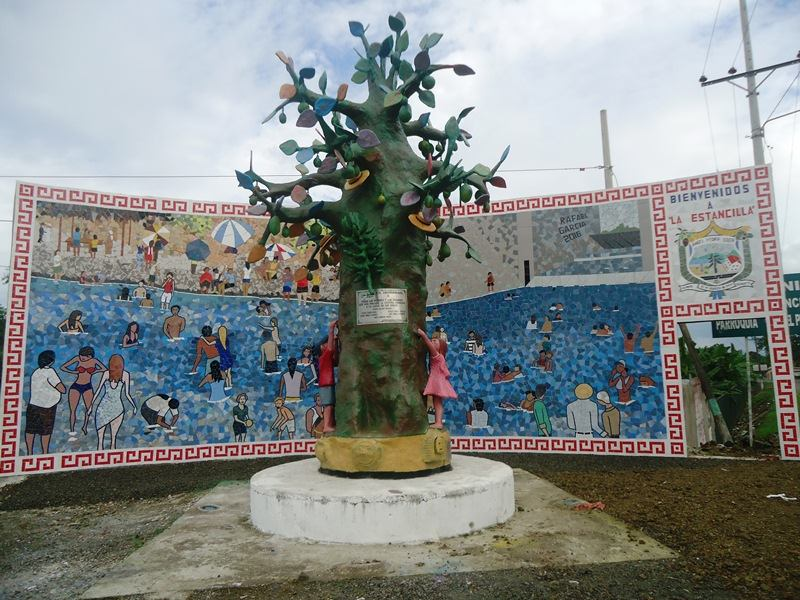
Mural y monumento al Árbol de la Abundancia en la entrada de La Estancilla.

### Gastronomía
La Parroquia Ángel Pedro Giler es famosa por su gastronomía a nivel provincial y nacional, dentro los platos típicos se tiene la Tonga de gallina criolla, un plato muy apetesido por propios y extraños, El caldo de Gallina Criolla, también se puede encontrar con la Fritada Manaba, hecha a base de chifles con carne frita y esaladas, las empanadas de queso y pollo, hechas de plátano de la zona, Bollos de chancho con plátano y maní; los famosos refrescos de hielo prensado o granizado que degusta el tursimo especialmente los fines de semana y feriados.

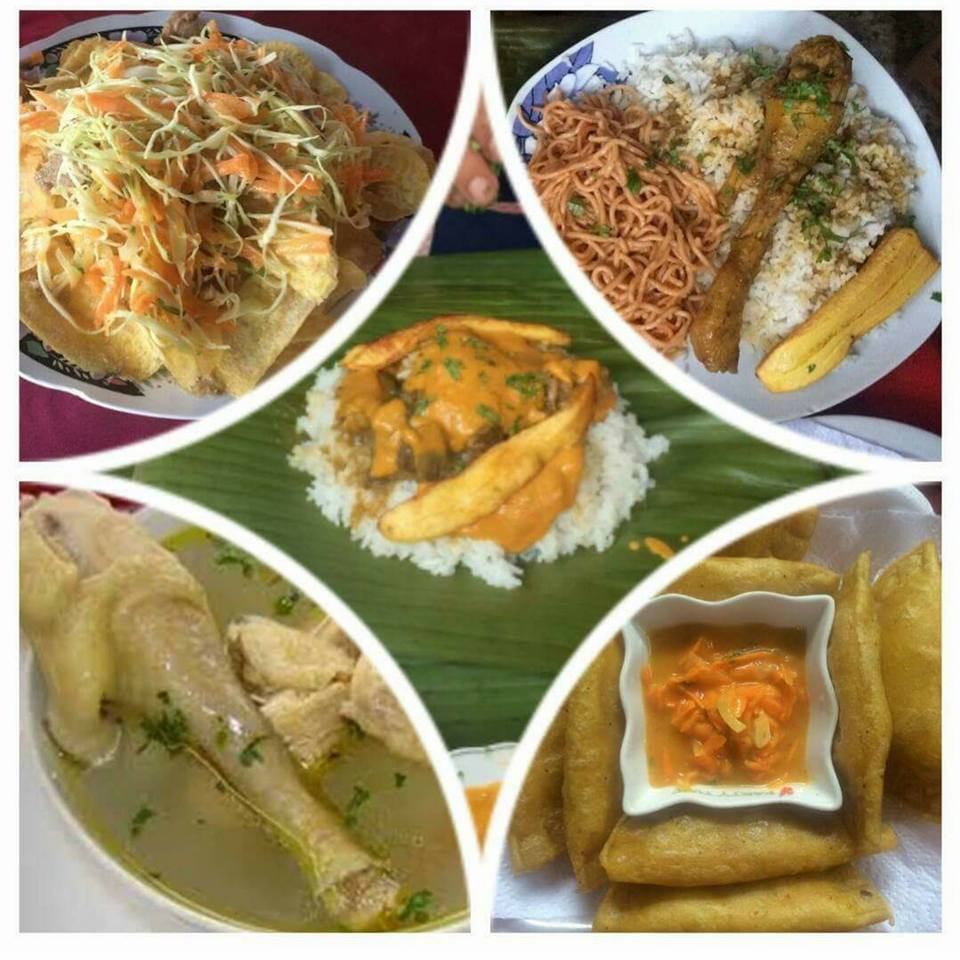
Platos típicos de Angel Pedro Giler.

## Servicios

### Agua potable
La Parroquia Ángel Pedro Giler, cuenta con una planta de tratamiento de Agua Potable captada desde el Río Carrizal y una propia Sub-estación eléctrica de 69 Kv producto de una repotenciación, que abastece a cinco cantones: Bolívar, Junín, Tosagua, Bahía de Caráquez y San Vicente organizados en una Mancomunidad, cubriendo un total de 30.000 metros cúbicos de líquido vital por día.

### Energía eléctrica
Cuenta con servicio de energía eléctrica, proveniente de las Sub-estaciones de Tosagua para el casco parroquial de 13.8 Kv, y de Calceta para las comunidades de Figueroa, Las Cañitas, Los Pachones de 13.8 Kv.

### Infraestructura urbana
Cuenta con una Plaza Cívica para actos solemnes, tres parques con áreas verdes, un templo parroquial de la Iglesia Católica, coliseo cerrado para eventos deportivos, en el casco parroquial se encuentra una Unidad Educativa Siglo XXI llamada Ángel Pedro Giler, Centro de Atención para adultos mayores, un centro de salud, el edificio del Gobierno Autónomo descentralizado con un Infocentro Comunitario.